# Kvalificerad majoritet inom Europeiska unionen
Kvalificerad majoritet inom Europeiska unionen är det majoritetsförhållande som krävs för att fatta de flesta beslut i Europeiska unionens råd och vissa beslut i Europeiska rådet. Bestämmelserna om kvalificerad majoritet är fastställda i unionens fördrag och kräver att minst 55 procent av rådsmedlemmarna (dock minst 15 rådsmedlemmar), vilka måste företräda medlemsstater som tillsammans omfattar minst 65 procent av unionens befolkning, stöder ett förslag för att det ska kunna antas. För att stoppa ett förslag från att antas krävs dock alltid en blockerande minoritet på minst fyra rådsmedlemmar. I vissa fall, som regleras av unionens fördrag, fattar rådet istället sina beslut med enhällighet eller enkel majoritet.
Tillämpandet av kvalificerad majoritet inom rådet utgör ett karaktäristiskt drag för unionsmetoden, det vill säga den överstatliga beslutsprocess som gör Europeiska unionen unik i jämförelse med andra internationella organisationer. Till skillnad från enhällighet innebär kvalificerad majoritet att beslut kan fattas även om det finns enskilda rådsmedlemmar som motsätter sig förslaget.
Användandet av kvalificerad majoritet vid beslutsfattande har tidvis varit en kontroversiell fråga och lett till spänningar mellan medlemsstaterna. Under mitten av 1960-talet ledde frågan om användandet och utökandet av kvalificerad majoritet till ”den tomma stolens kris” då den franska regeringen under cirka sex månaders tid valde att dra sig ur arbetet i rådet i protest mot bland annat ett förslag till reformerad jordbrukspolitik. Samtidigt har användandet av kvalificerad majoritet varit avgörande för den europeiska integrationsprocessens fortskridande, till exempel kunde den inre marknaden upprättas först efter att europeiska enhetsakten införde kvalificerad majoritet på området i fråga. Möjligheten att använda sig av kvalificerad majoritet istället för enhällighet för att fatta beslut har utökats vid varje större fördragsändring. I praktiken strävar rådet dock alltid efter att nå enhällighet och de flesta beslut fattas därför med enhällighet även när det enbart krävs kvalificerad majoritet.

## Definition
Definitionen av kvalificerad majoritet har varierat sedan det europeiska samarbetet bildades under 1950-talet. Det ursprungliga Romfördraget, som trädde i kraft den 1 januari 1958, fördelade olika antal röster per medlemsstat och fastställde specifika röstantal för att kvalificerad majoritet skulle anses vara uppnådd. Genom Nicefördraget och anslutningsfördraget 2003 infördes en ny definition som även grundade sig på antalet medlemsstater och andelen av unionens befolkning som de röstande medlemsstaterna representerade. Genom Lissabonfördraget, som trädde i kraft den 1 december 2009, antogs den nuvarande definitionen av kvalificerad majoritet som helt grundar sig på antalet medlemsstater och deras befolkningsandelar. På grund av särskilda övergångsbestämmelser i Lissabonfördraget togs det nya röstsystemet inte i bruk förrän den 1 november 2014. Det tidigare röstsystemet kunde dock åberopas av en rådsmedlem fram till och med den 31 mars 2017.

### Kvalificerad majoritet enligt Lissabonfördraget (sedan den 1 november 2014)
Sedan den 1 november 2014 gäller Lissabonfördragets ordinarie bestämmelser om kvalificerad majoritet. Dessa bestämmelser definierar kvalificerad majoritet som en typ av ”dubbel majoritet” bestående av
- minst 55 procent av rådsmedlemmarna (dock minst 15 rådsmedlemmar),
- vilka företräder medlemsstater som tillsammans omfattar minst 65 procent av unionens befolkning.

En blockerande minoritet måste dock alltid bestå av minst fyra rådsmedlemmar; i annat fall anses kvalificerad majoritet vara uppnådd även om ovanstående villkor inte är uppfyllda. Om ett förslag inte har lagts fram av Europeiska kommissionen eller den höga representanten för utrikes frågor och säkerhetspolitik, krävs en ”förstärkt kvalificerad majoritet” bestående av minst 72 procent av rådsmedlemmarna istället för 55 procent. Varje år fastställer rådet i sin arbetsordning varje medlemsstats folkmängd.
Om inte alla rådsmedlemmar deltar i en omröstning på grund av att vissa medlemsstater står utanför ett visst politikområde (till exempel eurosamarbetet, området med frihet, säkerhet och rättvisa och fördjupade samarbeten) gäller samma villkor som ovan fast uttryckt som andelar av enbart de deltagande medlemsstaterna. En blockerande minoritet måste då bestå av minst det lägsta antal rådsmedlemmar som företräder mer än 35 procent av befolkningen i de deltagande medlemsstaterna plus en medlem.

### Tidigare definitioner av kvalificerad majoritet (1 januari 1958–31 oktober 2014)
Innan införandet av Lissabonfördragets bestämmelser om kvalificerad majoritet gällde ett annat röstsystem där varje medlemsstat tilldelades ett visst antal röster. Dessa röster var tvungna att avläggas av varje medlemsstat som en klump och fungerade därför i praktiken som röstvikter. De återspeglade medlemsstaternas folkmängd, men var fördelade i enlighet med principen om degressiv proportionalitet, det vill säga stora medlemsstater var underrepresenterade medan små medlemsstater var överrepresenterade. Röstsystemet infördes ursprungligen genom Romfördraget, som trädde i kraft den 1 januari 1958, och justerades av diverse anslutningsfördrag i samband med utvidgningarna av Europeiska gemenskaperna och sedermera Europeiska unionen. Nicefördraget, som trädde i kraft den 1 februari 2003, innehöll bestämmelser om ett nytt röstsystem som skulle träda i kraft den 1 januari 2005. Det nya röstsystemet hann dock aldrig träda i kraft, utan ersattes av ett annat, liknande röstsystem genom anslutningsfördraget 2003 den 1 november 2004.
Enligt det ursprungliga röstsystemet krävdes endast ett visst antal röster för att fatta beslut på förslag av Europeiska kommissionen. För andra beslut krävdes röster från minst två tredjedelar av rådsmedlemmarna. Genom bestämmelserna i Nicefördraget och anslutningsfördraget 2003 infördes krav på stöd från en majoritet av rådsmedlemmarna vid beslut på förslag av kommissionen. En rådsmedlem kunde dessutom kräva att en kontroll skulle genomföras av att denna majoritet motsvarade minst 62 procent av unionens totala befolkning.
Mellan den 1 november 2014 och den 31 mars 2017 var det möjligt för en rådsmedlem att begära att de tidigare bestämmelserna om kvalificerad majoritet skulle tillämpas istället för Lissabonfördragets ordinarie bestämmelser om kvalificerad majoritet.
| Medlemsstat                                                                                        | 1 jan 1958– 31 dec 1972 | 1 jan 1973– 31 dec 1980 | 1 jan 1981– 31 dec 1985 | 1 jan 1986– 31 dec 1994 | 1 jan 1995– 30 apr 2004 | 1 maj 2004– 31 okt 2004 | 1 nov 2004– 31 dec 2006 | 1 jan 2007– 30 jun 2013 | 1 jul 2013– 31 okt 2014 |
| -------------------------------------------------------------------------------------------------- | ----------------------- | ----------------------- | ----------------------- | ----------------------- | ----------------------- | ----------------------- | ----------------------- | ----------------------- | ----------------------- |
| Belgien                                                                                            | 2                       | 5                       | 5                       | 5                       | 5                       | 5                       | 12                      | 12                      | 12                      |
| Frankrike                                                                                          | 4                       | 10                      | 10                      | 10                      | 10                      | 10                      | 29                      | 29                      | 29                      |
| Italien                                                                                            | 4                       | 10                      | 10                      | 10                      | 10                      | 10                      | 29                      | 29                      | 29                      |
| Luxemburg                                                                                          | 1                       | 2                       | 2                       | 2                       | 2                       | 2                       | 4                       | 4                       | 4                       |
| Nederländerna                                                                                      | 2                       | 5                       | 5                       | 5                       | 5                       | 5                       | 13                      | 13                      | 13                      |
| Tyskland/Västtyskland                                                                              | 4                       | 10                      | 10                      | 10                      | 10                      | 10                      | 29                      | 29                      | 29                      |
| Danmark                                                                                            | –                       | 3                       | 3                       | 3                       | 3                       | 3                       | 7                       | 7                       | 7                       |
| Irland                                                                                             | –                       | 3                       | 3                       | 3                       | 3                       | 3                       | 7                       | 7                       | 7                       |
| Storbritannien                                                                                     | –                       | 10                      | 10                      | 10                      | 10                      | 10                      | 29                      | 29                      | 29                      |
| Grekland                                                                                           | –                       | –                       | 5                       | 5                       | 5                       | 5                       | 12                      | 12                      | 12                      |
| Portugal                                                                                           | –                       | –                       | –                       | 5                       | 5                       | 5                       | 12                      | 12                      | 12                      |
| Spanien                                                                                            | –                       | –                       | –                       | 8                       | 8                       | 8                       | 27                      | 27                      | 27                      |
| Finland                                                                                            | –                       | –                       | –                       | –                       | 3                       | 3                       | 7                       | 7                       | 7                       |
| Sverige                                                                                            | –                       | –                       | –                       | –                       | 4                       | 4                       | 10                      | 10                      | 10                      |
| Österrike                                                                                          | –                       | –                       | –                       | –                       | 4                       | 4                       | 10                      | 10                      | 10                      |
| Cypern                                                                                             | –                       | –                       | –                       | –                       | –                       | 2                       | 4                       | 4                       | 4                       |
| Estland                                                                                            | –                       | –                       | –                       | –                       | –                       | 3                       | 4                       | 4                       | 4                       |
| Lettland                                                                                           | –                       | –                       | –                       | –                       | –                       | 3                       | 4                       | 4                       | 4                       |
| Litauen                                                                                            | –                       | –                       | –                       | –                       | –                       | 3                       | 7                       | 7                       | 7                       |
| Malta                                                                                              | –                       | –                       | –                       | –                       | –                       | 2                       | 3                       | 3                       | 3                       |
| Polen                                                                                              | –                       | –                       | –                       | –                       | –                       | 8                       | 27                      | 27                      | 27                      |
| Slovakien                                                                                          | –                       | –                       | –                       | –                       | –                       | 3                       | 7                       | 7                       | 7                       |
| Slovenien                                                                                          | –                       | –                       | –                       | –                       | –                       | 3                       | 4                       | 4                       | 4                       |
| Tjeckien                                                                                           | –                       | –                       | –                       | –                       | –                       | 5                       | 12                      | 12                      | 12                      |
| Ungern                                                                                             | –                       | –                       | –                       | –                       | –                       | 5                       | 12                      | 12                      | 12                      |
| Bulgarien                                                                                          | –                       | –                       | –                       | –                       | –                       | –                       | –                       | 10                      | 10                      |
| Rumänien                                                                                           | –                       | –                       | –                       | –                       | –                       | –                       | –                       | 14                      | 14                      |
| Kroatien                                                                                           | –                       | –                       | –                       | –                       | –                       | –                       | –                       | –                       | 7                       |
| Krav för kvalificerad majoritet (vid beslut med kvalificerad majoritet på förslag av kommissionen) |                         |                         |                         |                         |                         |                         |                         |                         |                         |
| Minsta antal röster                                                                                | 12                      | 41                      | 45                      | 54                      | 62                      | 88                      | 232                     | 255                     | 260                     |
| Minsta antal medlemsstater                                                                         | –                       | –                       | –                       | –                       | –                       | –                       | 13                      | 14                      | 15                      |
| Minsta andel befolkning                                                                            | –                       | –                       | –                       | –                       | –                       | –                       | 62 %                    | 62 %                    | 62 %                    |
| Krav för förstärkt kvalificerad majoritet (vid beslut med kvalificerad majoritet i övriga fall)    |                         |                         |                         |                         |                         |                         |                         |                         |                         |
| Minsta antal röster                                                                                | 12                      | 41                      | 45                      | 54                      | 62                      | 88                      | 232                     | 255                     | 260                     |
| Minsta antal medlemsstater                                                                         | 4                       | 6                       | 6                       | 8                       | 10                      | 17                      | 17                      | 18                      | 19                      |
| Minsta andel befolkning                                                                            | –                       | –                       | –                       | –                       | –                       | –                       | 62 %                    | 62 %                    | 62 %                    |

## Tillämpningsområde
Sedan Lissabonfördraget trädde i kraft den 1 december 2009 fattar Europeiska unionens råd alla sina beslut med kvalificerad majoritet, om inte annat föreskrivs i unionens fördrag. När det ordinarie lagstiftningsförfarandet tillämpas fattar rådet sina beslut med kvalificerad majoritet, medan enhällighet krävs när rådet fattar beslut i enlighet med ett särskilt lagstiftningsförfarande. När rådet beslutar på förslag av kommissionen krävs det dock alltid enhällighet för att rådet ska kunna ändra förslaget, utom när en förlikningskommitté har sammankallats.
Enligt fördraget om Europeiska unionen ska Europeiska rådet besluta med konsensus, utom i vissa fall som specificeras i unionens fördrag. Dessa undantagsfall innefattar fastställandet av rådskonstellationerna och rotationen av ordförandeskapet i Europeiska unionens råd, samt utnämningsförfarandena för Europeiska rådets ordförande, Europeiska kommissionens ordförande och Europeiska kommissionen i sin helhet, den höga representanten för utrikes frågor och säkerhetspolitik och Europeiska centralbankens direktion.

### Beslutsförfaranden i Europeiska rådet
| Områden som kräver konsensus i Europeiska rådet                                                                  | Områden som kräver kvalificerad majoritet i Europeiska rådet | Områden som kräver enkel majoritet i Europeiska rådet |
| --- | --- | --- |
| - Alla andra områden än de som anges i de andra kolumnerna och som Europeiska rådet är behörigt att besluta inom | - Vissa beslut som rör institutionella frågor: - Val av Europeiska rådets ordförande - Föreslå ny kommissionsordförande och utnämna den godkända kommissionen - Utnämning av den höga representanten för utrikes frågor och säkerhetspolitik - Fastställande av rådskonstellationerna och rotationen av ordförandeskapet i Europeiska unionens råd för andra rådskonstellationer än rådet för utrikes frågor - Utnämning av Europeiska centralbankens direktion - Vissa beslut som rör tillämpningen av Schengenregelverket i Irland | - Procedurfrågor och antagande av Europeiska rådets arbetsordning - Beslut om att granska en föreslagen fördragsändring genom sammankallande av ett konvent samt beslut om att inte sammankalla ett konvent vid en begränsad fördragsändring |

### Beslutsförfaranden i Europeiska unionens råd
| Områden som kräver enhällighet i rådet | Områden som kräver kvalificerad majoritet i rådet | Områden som kräver enkel majoritet i rådet |
| --- | --- | --- |
| - Varje ändring av ett förslag från Europeiska kommissionen, utom när en förlikningskommitté har sammankallats - Lagstiftning som antas av rådet i enlighet med ett särskilt lagstiftningsförfarande, utom - Samordnings- och samarbetsåtgärder för skydd vid konsulat i tredjeland - Särskilda program på området forskning och teknisk utveckling samt rymden - Genomförandeåtgärder för systemet för egna medel - Genomförande av protokoll 37 - Lagstiftning som antas av Europaparlamentet i enlighet med ett särskilt lagstiftningsförfarande gällande beskattning av Europaparlamentariker - Gemensamma utrikes- och säkerhetspolitiken, utom - Vissa specifika beslut i enlighet med artikel 31.2 i fördraget om Europeiska unionen om de saknar militära och försvarsmässiga konsekvenser - Beslut om närmare bestämmelser om finansiella aspekter av den gemensamma säkerhets- och försvarspolitiken - Beslut om stadgan för Europeiska försvarsbyrån, dess säte och regler för dess verksamhet - Beslut om upprättande av det permanenta strukturerade samarbetet och tillhörande förteckning över deltagande medlemsstater - Beslut om upptagande av en ny medlemsstat i Europeiska unionen - Riktlinjer för utomeuropeiska länders och territoriers associering till unionen - Fastställande av växelkursen för en medlemsstat som inför euron som valuta - Antagande av närmare bestämmelser om konvergenskriterierna - Utfärdande av rekommendationer på områden där enhällighet krävs för att anta en rättsakt - Beslut som grundar sig på den allmänna rättsliga grunden i artikel 352 i fördraget om Europeiska unionens funktionssätt - Beslut om ingående av vissa avtal: - Avtal med arbetsmarknadens parter i de fall det rör ett område som omfattas av ett särskilt lagstiftningsförfarande - Vissa handelsavtal som rör ett område som är föremål för enhälliga beslut - Associeringsavtal, vissa avtal med kandidatländerna samt vissa andra internationella avtal som rör områden som är föremål för enhälliga beslut - Internationella avtal om växelkurssystem för euron i förhållande till tredjestaters valutor - Vissa beslut som rör undantagsliknande bestämmelser: - Beslut om en medlemsstats restriktiva skatteåtgärder gentemot ett eller flera tredjeländer är förenliga med fördragen - Undantag för en medlemsstat att införa regler som är mindre gynnsamma för andra medlemsstaters transportföretag än för inhemska transportföretag - Beslut om att en medlemsstats statsstöd på grund av exceptionella omständigheter ska anses vara förenligt med den inre marknaden - Beslut om att en ersättare i kommissionen inte behöver utses vid vakans - Vissa beslut som rör institutionella frågor: - Utökande av antalet generaladvokater och utnämning av ledamöter av specialdomstolar - Sammansättningen för Europeiska ekonomiska och sociala kommittén och Europeiska regionkommittén - Språkanvändning vid unionens institutioner, inklusive vid EU-domstolen - Beslut om övergångsklausuler - Beslut om utökning av de delar av straffrättsliga förfaranden som är föremål för gemensamma minimiregler - Beslut om utökning av förteckningen över allvarliga brott med ett gränsöverskridande inslag vars brottsrekvisit och påföljder är föremål för gemensamma minimiregler - Ändrad fördelning av kostnader för fördjupade samarbeten - Ändring av förteckningen över varor som är av betydelse för tillverkning av eller handel med vapen, ammunition och krigsmateriel - Vissa bestämmelser som rör Schengenregelverket för Irland, Island och Norge - Omprövning av vissa bestämmelser i protokollet om Nederländska Antillerna - Vissa specifika beslut i enlighet med anslutningsfördragen eller Euratomfördraget | - Lagstiftning som antas av Europaparlamentet och rådet i enlighet med det ordinarie lagstiftningsförfarandet - Alla andra områden än de som anges i de andra kolumnerna och som rådet är behörigt att besluta inom | - Procedurfrågor och antagande av rådets arbetsordning - Generalsekretariatets organisation - Inrättande av sysselsättningskommittén och kommittén för socialt skydd - Fastställande av stadgar för de kommittéer som föreskrivs i fördragen - Uppmana kommissionen att företa utredningar och lägga fram förslag - Fastställande av gränser och villkor för kommissionen att inhämta information och företa nödvändiga kontroller - Begäran till EU-domstolen om att avsätta en kommissionsledamot - Undantag för domare att utöva annan avlönad eller oavlönad verksamhet - Utnämning av biträdande referenter - Fastställande av formen för identitetshandlingar för anställda vid unionens institutioner, organ och byråer |

### Övergångsklausuler
I vissa specifika fall kan Europeiska rådet eller Europeiska unionens råd med enhällighet besluta att Europeiska unionens råd ska övergå från beslut med enhällighet till beslut med kvalificerad majoritet på ett visst område eller i ett visst fall:
- Europeiska rådet kan med enhällighet, efter godkännande av Europaparlamentet med absolut majoritet, ändra omröstningsförfarandet i Europeiska unionens råd från enhällighet till kvalificerad majoritet, utom för beslut om upptagande av nya medlemsstater och beslut med militära eller försvarsmässiga konsekvenser. På samma sätt kan Europeiska rådet ersätta ett särskilt lagstiftningsförfarande med rådet som ensam lagstiftare inom ett visst politikområde med det ordinarie lagstiftningsförfarandet.[97] Dessa bestämmelser får dock inte tillämpas på artikel 7-förfaranden, systemet för egna medel, fleråriga budgetramen eller den allmänna rättsliga grunden i artikel 352 i fördraget om Europeiska unionens funktionssätt.[98] Europeiska rådets beslut måste översändas till de nationella parlamenten, och kan inte träda i kraft om ett nationellt parlament invänder mot beslutet inom sex månader.[97] Inom den gemensamma utrikes- och säkerhetspolitiken, med undantag för beslut med militära eller försvarsmässiga konsekvenser, och den fleråriga budgetramen kan dock Europeiska rådet besluta att rådet ska ersätta enhällighet med kvalificerad majoritet utan att varken behöva godkännande av Europaparlamentet eller översända detta beslut till de nationella parlamenten.[99][100]
- Europeiska unionens råd kan med enhällighet självt besluta att ersätta ett särskilt lagstiftningsförfarande med det ordinarie lagstiftningsförfarandet vid lagstiftning rörande det civilrättsliga samarbetet kring familjerätt,[101] socialpolitik[102] eller miljörätt.[103] Ett sådant beslut antas på förslag av kommissionen och efter samråd med Europaparlamentet. Beslutet kring det civilrättsliga samarbetet kring familjerätt måste översändas till de nationella parlamenten och kan inte träda i kraft om ett nationellt parlament invänder mot det.[101] Även inom fördjupade samarbeten kan rådet med enhällighet ersätta enhällighet med kvalificerad majoritet, utom för beslut med militära eller försvarsmässiga konsekvenser, och, efter samråd med Europaparlamentet, ersätta ett särskilt lagstiftningsförfarande med det ordinarie lagstiftningsförfarandet.[104]

## Användning
Redan genom Romfördraget, som trädde i kraft den 1 januari 1958, infördes möjligheten att i vissa frågor fatta beslut med kvalificerad majoritet inom Europeiska gemenskaperna, Europeiska unionens föregångare. Sedan dess har möjligheten att använda sig av kvalificerad majoritet ökat genom i stort sett varje fördragsändring. En stor förändring skedde under 1980-talet när europeiska enhetsakten möjliggjorde ett nytt förfarande för antagande av direktiv med kvalificerad majoritet i syfte att förverkliga den inre marknaden. Genom Maastrichtfördraget, som trädde i kraft den 1 november 1993, infördes ett medbeslutandeförfarande där Europeiska unionens råd kunde fatta beslut med kvalificerad majoritet tillsammans med Europaparlamentet. I och med Lissabonfördraget, som trädde i kraft den 1 december 2009, omvandlades detta förfarande till det ordinarie lagstiftningsförfarandet och tillämpas sedan dess på den största delen av all lagstiftning inom unionen.
Trots möjligheten att använda sig av kvalificerad majoritet för att fatta beslut fattas de flesta beslut ändå i praktiken med enhällighet inom rådet. Anledningen är att de nationella regeringarna alltid eftersträvar enighet. Möjligheten att använda sig av kvalificerad majoritet har dock visat sig påverka förhandlingsprocessen innan ett beslut antas genom att det skapar ett tryck på regeringarna att kompromissa. Borttagandet av veto-möjligheten som enhällighet innebär ökar pressen på regeringarna att kompromissa. När ett förslag väl ser ut att kunna samla en kvalificerad majoritet – och detta är tillräckligt för att anta förslaget – tenderar även övriga regeringar att ställa sig bakom förslaget.